# Funding for Growth Scheme (Венгрия)
Funding for Growth Scheme (сокр. англ. FGS), (венг. Növekedési Hitelprogram, NHP) — финансовая схема, направленная на увеличение доли долгосрочных кредитов с фиксированной ставкой. Данная схема предоставляет финансирование для новых инвестиций в форме кредита или финансового лизинга. Запущена Национальным банком Венгрии 1 июня 2013 года. Является специфическим инструментом денежно-кредитной политики.
В рамках программы Банк Венгрии приобретет облигации с хорошим рейтингом, выпущенным нефинансовыми корпорациями, с дальнейшей нейтрализацией избыточной ликвидности через льготные депозиты со ставкой, равной по базовой ставке центрального банка.
«Схема финансирования роста облигаций» (сокр. BGS) включает покупку облигаций, выпущенных нефинансовыми корпорациями с рейтингом B + и выше — то есть на четыре ступени ниже порога инвестиционного уровня.
После наступления финансового кризиса 2008 года кредитование юридических лиц сократилось в результате ужесточения условий кредитования и падения спроса в Венгрии. Запуск Funding for Growth Scheme, сумел воспрепятствовать негативной спирали сжатия экономики, снизить процентные расходы до разумного уровня, остановить спад кредитования и создать условия кредитования, которые повысили готовность компаний инвестировать, следовательно улучшить денежную передачу.
В качестве вторичного эффекта Funding for Growth Scheme был создан дополнительный спрос на кредитование оборотного капитала, и даже предприятия, не участвующие непосредственно в программе, также получили положительный циклический эффект, который повысил их кредитоспособность и увеличил спрос на кредиты.
За два года с начала программы более 28 тыс. субъектов малого-среднего бизнеса смогли получить доступ к льготным кредитам. При общем сокращении объемов кредитовая к концу периода кредитование малого-среднего бизнеса, что является выдающимся результатом.